# Distretto di Chum Saeng
Il distretto di Chum Saeng (in thailandese: ชุมแสง) è un distretto (amphoe) della Thailandia, situato nella provincia di Nakhon Sawan.